# Sepayung
Sepayung is een bestuurslaag in het regentschap Sumbawa van de provincie West-Nusa Tenggara, Indonesië. Sepayung telt 4138 inwoners (volkstelling 2010).